# Pecino da Nova
Pecino da Nova, noto anche come Pacino o Pietrino o Pietro o maestro di Mocchirolo (... – 1402) è stato un pittore italiano del periodo gotico, attivo nella seconda metà del XIV secolo a Bergamo e dintorni. Suoi gli affreschi dell'Oratorio di Mocchirolo, conservati ora all'Accademia di Brera.

## Biografia

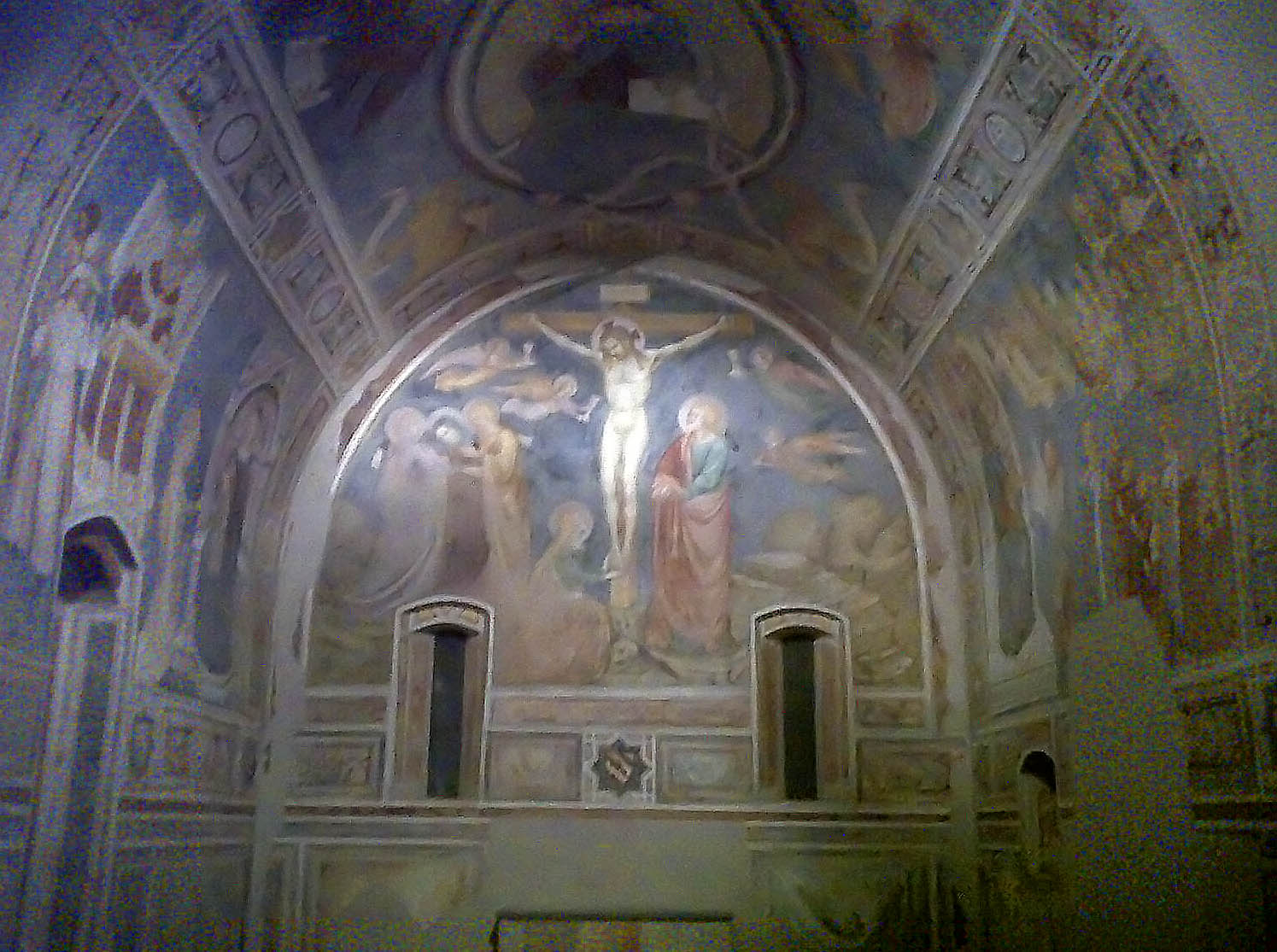
Affreschi di Mocchirolo

Poco si conosce sui natali del pittore, i registri della Fondazione MIA, conservati presso la Biblioteca Angelo Mai, lo danno figlio di Alberto da Nova pittore, e risulta attivo in Bergamo per un periodo che va dal 1364 al 1402 data del suo testamento, e della sua morte. 
Stella Matalon, Affreschi lombardi del Trecento, Milano 1963, p. 400 riporta fra i documenti la data di sepoltura di Pecino da Nova 5 giugno 1402.
Pecino o Pietro risulta fosse molto apprezzato tra gli artisti del suo tempo, l'unico di cui resta qualche documentazione. Risulta che abitasse in Borgo Canale con la sua famiglia, anche se parrebbe di origine della provincia milanese, come indica il suo stesso nome.
Dal 1364 al 1365 è indicata la sua collaborazione per gli affreschi del battistero della basilica mariana con Ugino da Milano come risulterebbe dal documento di pagamento, nel 1367 prende come allievo a bottega a soli tredici anni Bartolomeo di Isnardo da Comenduno. Costui resterà a lavorare presso il pittore almeno per otto anni. Sarà il suo aiutante nella realizzazione dei fregio del battistero nel 1371.
Il ciclo di affreschi raffiguranti Storie della Vergine ormai poco visibili nell'abside centrale della basilica di Santa Maria Maggiore in Bergamo, furono realizzati dal 1375 al 1380, anno in cui risulta sia stato liquidato, con la collaborazione di Michele da Ronco, pittore milanese. Risultano alcuni suoi viaggi a Milano per l'acquisto dei colori necessari alla realizzazione degli affreschi. Sarà questo un lavoro che segnerà la sua carriera artistica. Il Pecino consegnò nel 1375 i disegni preparatori, questo a conferma che fosse lui l'artista che ebbe l'incarico alla realizzazione. Il dipinto doveva essere realizzato secondo le direttive dei membri della fondazione MIA, e doveva raffigurare episodi della vita della Madonna lungo tutta la parete absidale nonché sulle cappelle laterali. Il giudizio universale fu affrescato sulle vele del presbiterio. Di queste pitture non rimane traccia, risulta che fossero già gravemente danneggiate ma ancora visibili nel 1568 ma che necessitavano di restauro. All'artista è stata attribuita anche l'Ultima cena ospitata nel transetto sinistro.
Dai registri conservati dalla Fondazione MIA, risultano pagamenti per altri lavori dell'artista di cui non si hanno ulteriori indicazioni. Suoi i disegni per la croce-reliquiario della basilica di Sant'Alessandro, opera che verrà poi eseguita in argento da Ughetto Lorenzoni e Michele Silli ed esposta nel museo della basilica; la decorazione degli altari di San Martino, San Sebastiano e tutti i santi. 
Vi è presente, nei documenti, una controversia del 1408 quando l'artista era già morto, tra i Predicatori di Brescia e la basilica, per un'opera del Pacino, che sembra non fosse mai consegnata, ma rimasta in casa dell'artista, controversia già documentata dal Castelli nel 1870 nella suo Chronicon Bergomense.
Il suo allontanamento da Bergamo nel 1378, nonché le affinità stilistiche, attribuiscono con certezza al Pecino la pittura degli affreschi dell'oratorio di Mocchirolo identificandolo con quello che era il maestro di Mocchirolo, o come riportato in alcune registrazioni Magister Petrus de Nova che nel 1378 si assentò per qualche tempo, per recarsi a Moncayrolum identificabile come Mocchirolo. Se delle sue opere nella basilica di Santa Maria Maggiore rimane solo un piccolo busto di santo nella volta dell'abside, la documentazione dei suoi lavori è ricchissima. Alcuni degli affreschi sono stati strappati e locati in altre collocazioni: Le nozze mistiche di Santa Caterina ora all'Accademia Carrara, e San Sebastiano strappato dalla chiesa di Santa Marta.
La sua attività artistica fu sicuramente molto intensa anche se molti lavori non sono recuperabili. Il 30 maggio 1402, probabilmente gravemente ammalato, dettò le sue volontà testamentarie nella sua abitazione in via Porta Dipinta presso la chiesa di San Michele al Pozzo Bianco.